# مارشال فريدريكس
مارشال فريدريكس (بالإنجليزية: Marshall Fredericks)‏ هو نحات أمريكي، ولد في 31 يناير 1908 في روك أيلاند في الولايات المتحدة، وتوفي في 4 أبريل 1998 في برمنغهام في الولايات المتحدة.

## وصلات خارجية
- الموقع الرسمي